# Asahi Soft Drinks
Asahi Soft Drinks Co., Ltd (アサヒ飲料株式会社, Asahi Inryō Kabushiki Kaisha) és una companyia de gasoses fundada el 1982 i té seu en el districte Azuma-bashi de Sumida, Tòquio, Japan. És una subsidiària d'Asahi Breweries. La companyia patrocina els Asahi Soft Drinks Challengers, i un equip de Futbol americà de la X-League, igual que també un equip de futbol sala.